# Aleksander Zakrzewski (otorynolaryngolog)
Aleksander Zakrzewski (ur. 14 kwietnia 1909 w Oleksińcu Podleśnym, zm. 2 kwietnia 1985 w Poznaniu) – polski otorynolaryngolog.

## Życiorys
W 1932 ukończył studia Wydziale Lekarskim Uniwersytetu Poznańskiego, a następnie rozpoczął na tej samej uczelni studia filozoficzne, które ukończył w roku 1935. W roku 1945 przedstawił pracę habilitacyjną i został docentem, w 1948 roku uzyskał tytuł profesora nadzwyczajnego, a w roku 1977 profesora zwyczajnego.
Był profesorem Uniwersytetu Poznańskiego, a następnie Akademii Medycznej w Poznaniu. Był autorem i współautorem ponad 200 publikacji naukowych. Żołnierz AK, w czasie powstania warszawskiego organizował pomoc medyczną dla powstańców. Brał udział w tworzeniu Wydziału Lekarskiego Uniwersytetu Ziem Zachodnich. Po zakończeniu II wojny światowej był głównym twórcą i kierownikiem Kliniki Otolaryngologii w Poznaniu. Prorektor, a następnie rektor Akademii Medycznej w Poznaniu.
Został odznaczony Złotym Krzyżem Zasługi (1950), Krzyżem Kawalerskim Orderu Odrodzenia Polski, Krzyżem Komandorskim Orderu Odrodzenia Polski.